# Porong Ri
Porong Ri je hora v pohoří Himálaj v Čínské lidové republice. Vrchol je vysoký 7 292 m n. m.

## Prvovýstup
Na vrcholku Porong Ri poprvé stanuli v roce 1982 členové japonské expedice.